# Robert Epstein

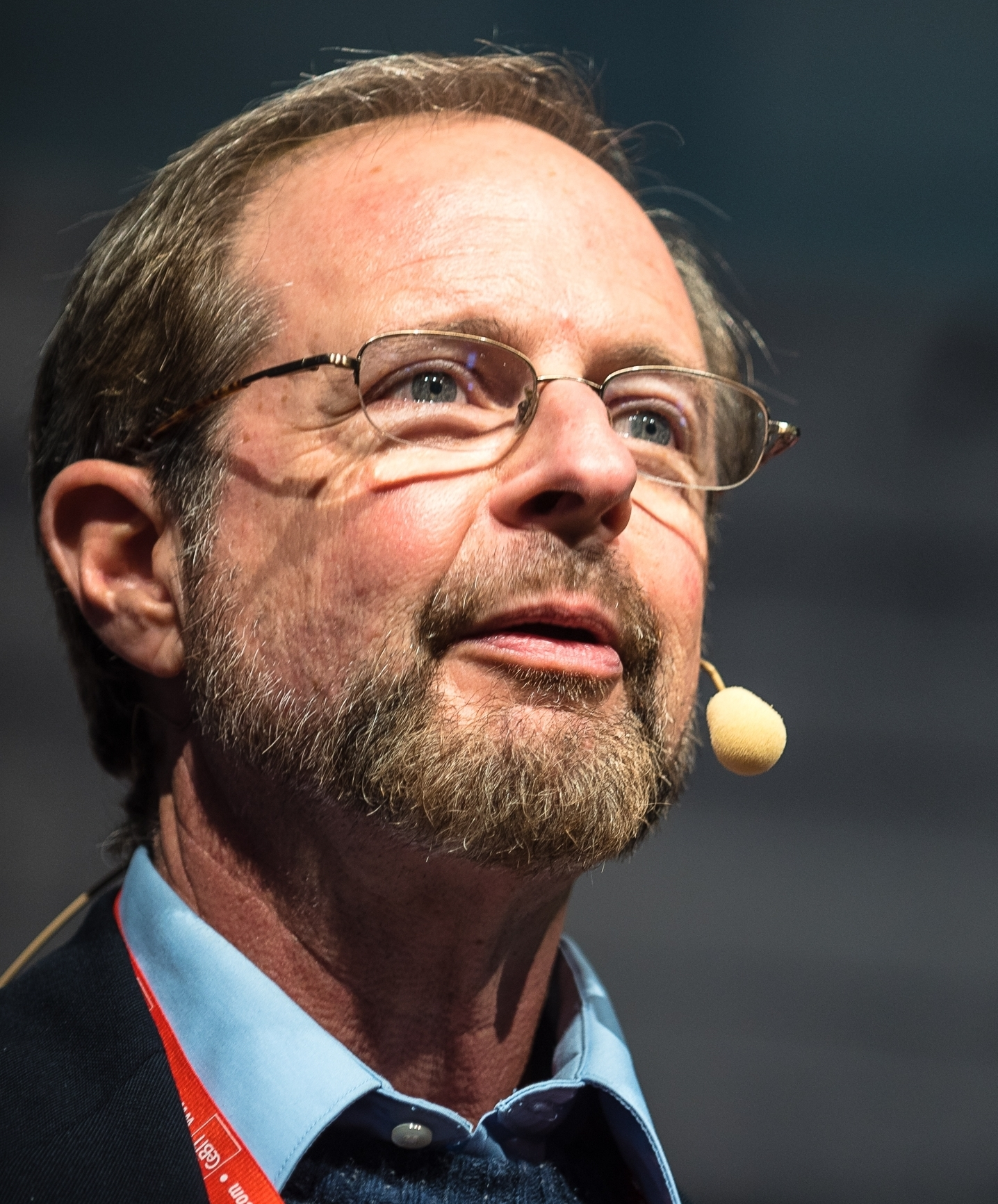
Robert Epstein

Robert Epstein (* 1953) ist ein US-amerikanischer Psychologe und Hochschullehrer.

## Leben
Er studierte am Trinity College und University of Maryland, Baltimore County. 1981 erwarb Epstein seinen Ph.D. in Psychologie an der Harvard University. Er war von 1999 bis 2003 Chefredakteur von Psychology Today und veröffentlichte u. a. in Reader’s Digest, The Washington Post, Good Housekeeping und Parenting.
Derzeit forscht er am American Institute for Behavioral Research and Technology.

## Werke
- Cognition, Creativity, and Behavior: Selected Essays (1996) ISBN 0-275-94452-2
- The Case Against Adolescence: Rediscovering the Adult in Every Teen (2007) ISBN 0-7879-8737-9
- Parsing the Turing Test: Philosophical and Methodological Issues in the Quest for the Thinking Computer (co-editor) (2008) ISBN 978-1-4020-6708-2
- Teen 2.0: Saving Our Children and Families from the Torment of Adolescence (2010) ISBN 1-884995-59-4